# 篠原冴美
篠原 冴美（しのはら さえみ、1992年〈平成4年〉8月29日 - ）は、日本のグラビアアイドル、タレント、日本プロ麻雀連盟所属の女性プロ雀士 。
第1回ミスヤングチャンピオン（2010年）グランプリ。初代恵比寿マスカッツ。週刊SPA!グラビアン魂2018特別賞。愛称は「さみぃー」。アヴィラ所属。京都府出身。

## 略歴
京都府生まれ、東京都育ち。母は占い師。弟がいる。
中学2年時、雑誌『Hana* chu→』のモデルオーディションで審査員特別最優秀賞を受賞。当時のオーディションを主催したワタナベエンターテインメントスクールに入所し、特待生となる。3年時、オスカープロモーションに所属。『Hana* chu→』などモデル業を中心に活動する。
2005年、父が病気で逝去。
2010年7月にワンエイトプロモーションへ移籍。同年9月、「ミスヤングチャンピオン2010」でグランプリを受賞。
2011年10月、恵比寿マスカッツ7期生となる。10月16日、全国CAMP第2弾「横浜BayHall」にてライブデビュー。
2011年12月10日、中野サンプラザにおいて、恵比寿マスカッツのライブ「そうだ、中野へいこう」に出演。
2012年3月31日、渋谷公会堂において、恵比寿マスカッツのライブ「そうだ、渋谷公会堂へいこう」に出演。
その後Zepptokyoにも出演。全国ツアーには2度参加している。
2013年4月6日・7日、舞浜アンフィシアターにて恵比寿マスカッツ解散とともに、同グループを卒業。
2015年4月10日のライブにてギターで弾き語りを披露。同年8月7日、5年間所属していたワンエイトプロモーションを退所したことを明かした。
2016年3月25日、自身5年ぶりとなるイメージDVD『Secret Lover』を発売。
2014年より占いを母親から習い始め、西洋占星術やタロット占いを習得。2015年10月よりレギュラー出演しているラジオ番組『栗山夢衣の初体験ラジオ「ちょ〜ふあんです。」』（調布FM）内で占いを披露しているほか、2016年5月より母親と共に自身の実家で占いを行う「実家占い」を不定期実施している。
2017年、1月実施の日本プロ麻雀協会第16期前期プロテストに合格し、プロ雀士の資格を得る。
2018年6月、第1回週刊SPA!グラビアン魂特別賞を受賞。
7thDVD以降全てDMMアイドルランキング1位を獲得。
2020年CAMPFIREにて、写真集・写真展プロジェクトを実施。目標金額の400万円を大きく超えて約700万円を達成。
2020年11月、Instagramを開設。半年経たずにフォロワー数20万人を超える。現在40万人を超える。
2021年7月、写真展を渋谷ギャラリー・ルデコにて単独で2フロア1週間開催。
2021年7月、ABEMAで放送された「シンデレラリーグ」（麻雀放送対局）にて3年目にして初の準決勝進出｡
2021年8月、ABEMAで放送された「RTD Girls Tournament 2021 ～新世代バトル～」にて予選をトップ通過。準決勝を勝ち上がり決勝進出。結果は3位。
2021年12月、開催された「第10回夕刊フジ杯ポーカー王位決定 戦著名人DAY1」に初参加で準優勝｡
2021年1月、駿河屋で開催されたデジタル出版の発売イベントでは歴代売上1位。6時間にも及ぶイベントとなった｡
2023年2月、BS12ポーカー オールインに出演し優勝｡
2023年6月、近代麻雀に掲載された麻雀最強戦2023女流プロ読者アンケートで260人中1位になり最強戦への出場を決めた。
2023年7月9日、「麻雀最強戦2023 Group League 7 女たちの殴り合い」に出場。のちのMリーガーの菅原千瑛らを下し、優勝｡
2023年11月、近代麻雀の表紙を飾った｡
2024年8月7日、「るみあきchanねる」生放送配信にて、2024年8月1日付けで日本プロ麻雀連盟に移籍・所属することを発表。
2025年5月18日、EX風林火山第三代プロ雀士SSP決定戦IKUSA優勝。同年開催のドラフト会議指名選手オーディションの出場権を獲得した。

## 人物
- 特技は、ゲーム[1]、ポーカー、占い。趣味は、料理、アニメ、ギター。
- 性格はマイペースで天然。
- 好きな食べ物はいちごとチーズ。ミニチュアダックスフンドを飼っており、愛犬の名前はクー。
- グラビアアイドルであり麻雀プロであり占い師でもある。
- 霊感が強いことでも有名[18]。心霊番組にも度々出演。
- マスカッツ番組内での学力テストの結果を受け「バカNo.1」の異名を持ち、当初は九九ができなかった[19]。おぎやはぎの矢作兼から「バカな人って、1つ向いていることが見つかるとバーっと行くんだよ」と後押しをもらいプロ雀士をめざし、プロテストに出る一般教養、麻雀における点数計算を勉強して、半年に一度の試験を3回落ちて1年半かけてようやく合格した[19]。

## 作品

### イメージDVD
- ミスヤングチャンピオン2010準グランプリ 篠原冴美（2010年10月8日、イーネット・フロンティア）
- 今日も一日お疲れさみぃー（2011年6月17日、M.B.D.メディアブランド）
- white - samy my love（2011年10月28日、オルスタックソフト販売/Reimon LABEL）
- わがままさみぃー（2012年2月24日、グラッソ）
- Secret Lover（2016年3月25日、シャイニングスターエンターテイメント）
- Secret Lover2（2016年7月29日、シャイニングスターエンターテイメント）
- ぼくのさみぃー（2017年2月24日、スパイスビジュアル）
- さみぃーたいむ（2017年7月28日、スパイスビジュアル）
- かのじょ。（2018年4月27日、グラッソ）
- LastTravel（2018年12月3日、ファインクリエイト）
- Bittersweet 冴美の誘惑（2019年3月22日、M.B.D.メディアブランド）
- 競これ -競泳水着これくしょん- 篠原冴美（デジタル出版）
  - vol.01（2020年1月11日）
  - vol.03（2021年1月23日）
  - vol.05＆06（2022年1月9日）
- プロフェッショナル 冴美の流儀（2020年1月25日、エアーコントロール）

### 一般DVD
- 私たちの放課後シリーズ（リバプール）
  - Vol.1 運動場編 中村静香・篠原冴美 ほか 全7名（2009年3月27日）
  - Vol.2 プール編 中村静香・篠原冴美 ほか 全7名（2009年4月24日）
  - Vol.3 体育館編 中村静香・篠原冴美 ほか 全7名（2009年5月29日）
- アイドルの穴〜日テレジェニックを探せ!〜 2011（バップ）
  - こんなことあったでSHOW!（2011年6月1日）
  - あんなことあったでSHOW! 初出し!テレビではカットされた(秘)映像付き（2011年6月1日）
  - そんなことあったでSHOW! 大感謝! 祝セクシー水着映像完全版付き（2011年6月1日）
  - 夏 DVD-BOX（2011年8月3日）
- サンドウィッチマンのご当地アイドル発掘団 （東映）
  - VOL.1 名古屋編（2011年7月21日）
  - VOL.2 埼玉＆赤羽編（2011年8月5日）
  - VOL.3 浜松編（2011年9月21日）
  - VOL.4 大阪編（2011年10月21日）
  - VOL.5 大阪＆渋谷編（2011年11月21日）
  - VOL.6 秋葉原＆六本木編（2011年12月9日）
  - VOL.7 群馬＆夏祭り!編（2012年1月21日）
- 世界で一番素敵なキス2 「吸女子」（2012年7月7日、アタッカーズ） - かがわみどり 役
- 逆走・アイドル（2012年11月21日、ポニーキャニオン）- 恵比寿マスカッツとしての作品、JAN 4988013236868
- 24時間かすみレディオ2013 DVD-BOX（2014年、つくばテレビ）
- 真夜中の怪談 初夏の夜の戦恐怖怪談 34話（2021年5月7日、十影堂）

### 参加作品
シングル
- ハニーとラップ♪（2012年3月28日、ポニーキャニオン）
  - 初回盤Bのみ所属ユニット・プルカワが歌う「ゴーゴー･･･プルカワ」収録
- 親不孝ベイベー（2012年6月27日、ポニーキャニオン）
- 逆走♡アイドル（2012年10月31日、ポニーキャニオン）
- ABAYO（2013年3月6日、ポニーキャニオン）

アルバム
- 卒業アルバム（2013年4月3日、ポニーキャニオン）

ライブDVD
- 恵比寿マスカッツ卒業式『女の花道』〜伝説の解散コンサート〜（2013年7月31日、ポニーキャニオン）

## 出演

### テレビ
- 人生が変わる1分間の深イイ話（日本テレビ） - 再現VTR
- 未来創造堂（日本テレビ） - 再現VTR
- ゲーマーズTV 夜遊び三姉妹（2011年3月11日・2012年12月7日、日本テレビ） - ふるぼっこ堂ゲスト
- アイドルの穴（2011年4月2日 - 2011年5月14日、日本テレビ） - 6週目まで出演
- サンドウィッチマンのご当地アイドル発掘団（2011年5月28日・6月4日・11日、TOKYO MX） - アシスタント
- 森田一義アワー 笑っていいとも!（2011年6月27日、フジテレビ）
- 幸せになりたいの（2011年8月6日 - 11月19日、TOKYO MX） - レギュラー
- 24時間テレビ 「愛は地球を救う」（2011年8月20日 - 21日、日本テレビ）
- つながりファンタジー いつも!ガリゲル（2011年、読売テレビ）
- ミュージャック（2011年、関西テレビ） - 準レギュラー
- 絆体感TV 機動戦士ガンダム第07 板倉小隊（2011年10月25日、テレビ東京）
- BSスカパー開局記念34時間元気TV（2011年10月1日 - 2日、BSスカパー!） - アシスタント
- おねだりマスカットSP!（2011年10月5日 - 2013年3月30日、テレビ東京） - レギュラー
- おもしろ言葉ゲーム OMOJAN（2012年5月22日、フジテレビ）
- 音楽缶（2013年3月2日、テレビ神奈川） - ABAYOのPVのPV放送
- 踊る!さんま御殿!!（2013年9月3日・2016年8月30日・12月27日、日本テレビ）
- 24時間かすみレディオ2013（2013年9月29日、エンタ!959）
- ぱちドキッ！（2014年4月3日・10日、TOKYO MX）
- どんなお金も元をとらねば！（2014年10月23日、TBSテレビ）
- ぷっすま（2015年2月13日、テレビ朝日） - 特命！女のウソ見破りバトル「マシュマロ女子を見抜け！」
- 前略、月の上から。（2015年4月17日、フジテレビ）
- マスカットナイト 第5回・6回（2015年11月5日・12日、テレビ東京）
- BSスカパー!もマスカットナイト #2（2015年12月10日、BSスカパー!）
- チャンネル生回転TV Allザップ!（2016年2月18日、BSスカパー!）
- NMB48須藤凜々花の麻雀ガチバトル! りりぽんのトップ目とったんで!（2016年5月21日・9月3日・2017年4月9日、TBSチャンネル）
- お願い!ランキング 2部（2016年12月2日、テレビ朝日）
- 女流雀士 プロアマNo.1決定戦 てんパイクイーン（2016年 - 、テレ朝チャンネル2）シーズン2に出場
- 真夜中ゲームアイドル部（2018年1月27日・2月4日、チバテレ）
- パチFUN!（2017年2月24日 - 、TOKYO MX・テレビ埼玉・チバテレ・サンテレビ・テレビ愛知） - レギュラー[20]
- NMB48村瀬紗英の麻雀ガチバトル! さえぴぃのトップ目とったんで!（2018年4月8日、TBSチャンネル）[20]
- 一夜づけ（2018年7月11日・18日・25日、テレビ東京）
- カボクイーンカップ（2018年6月15日・8月9日・9月13日、MONDO TV）
- 女神降臨（2018年12月5日・12月6日・#157 2019年4月5日、MONDO TV）
- 透明彼女（2019年5月3日・10日・17日・24日・31日、スカパー!V☆パラダイス）
- グラパー!ボクとおやすみ前のグラドルたち（2021年2月15日・22日 - 、BSスカパー!）
- 怪談のシーハナ聞かせてよ。第参章 #21（2022年8月9日、エンタメ〜テレ） - 怪談「鶴と亀」「みたらし団子」披露

### 映画
- TURNING POINT（2022年4月9日 - 10日、エンタメイティブ株式会社）監督:ハシテツヤ - 吉村里緒 役[21]
- TURNING POINT 2（2022年12月10日、エンタメイティブ株式会社）監督:ハシテツヤ - 吉村里緒 役 [22]
- TURNING POINT 3（2023年10月14日、エンタメイティブ株式会社）監督:ハシテツヤ - 吉村里緒 役[23][24]
- TURNING POINT 4（2023年11月11日、エンタメイティブ株式会社）監督:ハシテツヤ - 吉村里緒 役[25]

### ラジオ
恵比寿マスカッツとして参加したラジオ番組
- STROBE NIGHT!（2012年3月26日、NACK5） - 小倉遥、永作あいりと出演
- くず哲也のオトナの情報マガジン（2012年3月28日、ラジオ日本） - コーナーゲスト（永作あいりと出演）
- SCHOOL NINE（2012年3月28日、JFN） - ゲスト（西野翔とともに出演）
- Wコロンのおはようスプーン（2012年3月30日、ラジオ日本） - ゲスト（恵比寿マスカッツメンバーとして出演）
- ～IDOL SHOWCASE～ i-BAN!!(2012年4月8日、NACK5） - ゲスト（安藤あいか、山口愛実、栗山夢衣、川村えなとともに出演）
- 高田文夫のラジオビバリー昼ズ（2012年4月10日、ニッポン放送） - ゲスト（山中絢子とともに出演）
- 流行音楽堂（2013年3月16日、CBCラジオ他） - ゲスト（佐山愛、永作あいりとともに出演）
- 恵比寿マスカッツの生でABAYO（2013年3月24日、文化放送）

レギュラー・ゲスト
- GALACTICA GOLDENBALL（2012年3月24日、FM fuji）
- オレたちゴチャ・まぜっ!〜集まれヤンヤン〜（2013年4月20日 - 2014年4月12日、MBSラジオ） - 5期ヤンヤンガールズとしてレギュラー出演
- 栗山夢衣の初体験ラジオ「ちょ〜ふあんです。」（2015年10月 - 、調布FM） - レギュラー
- GIRLS GIRLS GIRLS「ヤンチャン学園 音楽部 火夜にヤングチャンピオン」（2016年9月26日、FM-FUJI） - 最終回ゲスト[26]
- 金曜だけじゃものたりない（2018年6月22日、渋谷クロスFM） - 栗原みさとゲスト出演[27][28]
- ステラ☆HAPPY LIVE!～お悩み解決しましょうこ～（2018年9月18日 - 、市川うららFM） - レギュラー[29]
- 篠原冴美のあなたのハートをツモりたい♪（2022年2月27日 - 、ラジオクロニクル）

### CM
- 三ツ矢サイダー「海の家編」（2010年 - 、アサヒ飲料）
- サンドウィッチマンのご当地アイドル発掘団（2011年 - 、TOKYO MX） - DVD発売広告
- ACCEA（2022年 - 、ビジネスコンビニ）

### 広告
- 「CASIO電子辞書」
- 「パシオス田原屋」（2005年 - 2012年）
- 「なかよし」 - プレゼントページ
- 「市進予備校」 - 表紙

### 舞台
- 「恋人は透明人間」（2009年7月、池袋シアターグリーン）
- 「TOKYOZOOM II」（2010年5月、東銀座 Air studio） - 美咲 役
- アリスインプロジェクト「ハルモニアガーデン」（2011年8月10日 - 14日、シアターKASSAI） - 取手美紀 役
- 「プレイス 特別版〜海の家借りちゃいました〜」（2011年9月21日 - 25日、アクアスタジオ） - 晴美 役
- W-Speak第1回公演「笑劇乙女（＜修学旅行＞、＜キス部＞）」（2012年1月26日 - 29日、シアターKASSAI） - 幸子 役
- Stylish shine!! vol.4「Dance attendance upon you」（2012年12月19日 - 23日、池袋シアターGREEN） - 準主役：キキ 役
- 女神座ATENE「ルクリアクリア」（2013年12月21日 - 23日、高田馬場ラビネスト） - 準主役
- 第三水曜即興舞台2016 「こんなはずじゃなかった。〜Guリーグバトル5〜」（2016年10月19日、しもきた空間リバティ） - 即興舞台（ゲスト出演）
- 第三水曜即興舞台2017 「こんなはずじゃなかった。〜第一・三節〜」（2017年1月18日・3月15日、しもきた空間リバティ） - 即興舞台（レギュラー出演）

### ネット配信
- KONANの部屋（2011年4月25日、あっ!とおどろく放送局） - ゲスト
- アイドル水着生FPSプレイ（2011年5月4日、Ustream） - ゲスト
- DearPrincess（2011年6月8日・15日・22日・29日、Shinjuku-NET.bz）
- 狩野英孝の行くと死ぬかもしれない肝試し（2011年7月17日・24日、BeeTV）
- たぶんそうです。セブンソウルズ（2011年8月7日、ニコニコ動画） - ゲスト
- あやかと直歩のNo Idol! No Life!（2011年10月13日、あっ!とおどろく放送局） - MC
- 【第6回】金曜の8時恵比寿 みんなでマスカットーク!（2011年10月14日、DMM.com）
- 狩野英孝の行くと死ぬかもしれない肝試し 冬の陣（2011年11月 - 、BeeTV）
- あっ!とサンデーLIVE 『No Idel! No Life特番!』（2011年11月27日、あっ!とおどろく放送局） - ゲスト
- 笑劇乙女byW-SPEAK（2011年12月15日、DMM.com）
- 笑劇乙女byW-SPEAK（2011年12月29日、DMM.com）
- 古坂大魔王のカツアゲ（2012年1月7日・3月5日、アメスタ） - カツアゲガールとして出演
- ニコニコ超会議（2012年4月29日、ニコニコ動画） - 恵比寿マスカッツミニライブ
- 小力の小部屋（2014年12月20日・2016年3月1日・2017年4月5日、マシェリバラエティ、ニコニコ生放送、スカパー!275ch）
- パネェ麻雀部（2016年7月23日、AbemaTV）
- AbemaTVお願い!ランキング（2016年12月2日、AbemaTV）
- 狩野英孝と行く!絶対に呪われる心霊ツアー（2017年1月13日、ゲオチャンネル）
- RAKUTEN SUPER LIVE TV（2017年2月22日、YouTube Live）
- 【麻雀】第3期しゃるうぃ〜てんほう!予選リーグ第5節C卓（2017年5月16日・12月4日・2018年4月3日、ニコニコ動画 他） - MC・解説
- 麻雀最強戦2017（2017年6月3日、AbemaTV）
- クロちゃんのそんなに出すの!?（2017年8月8日、ジャンバリ.TV）
- ぶるぺん（2017年9月5日、Ustream）
- ツモツモ麻雀部の麻雀やろうぜ！（2017年10月3日、ニコニコ動画）
- 今日、体重発表します。-優勝賞金100万！負けたらその場で体重発表！-（2017年11月19日、AbemaTV）[30]
- 姫ロン（2017年12月1日、ニコニコ動画）
- ciubNPM選抜総選挙2017（2017年1月26日・27日、ニコニコ動画）
- 麻雀最強戦2018（2018年4月30日・6月17日、AbemaTV）
- 世界で一番怖い授業"閲覧注意"（2018年6月16日、Amazonプライム・ビデオチャンネル）
- アイドルスピリット（2018年4月30日・6月17日、FRESH LIVE）
- シンデレラリーグ（2018年11月14日・12月25日、AbemaTV）
- ciubNPM選抜総選挙2018（2018年11月19日、ニコニコ動画）
- 真夜中のワイドショー（2018年12月20日、AbemaTV）
- 世界で一番怖い授業“閲覧注意!”（2018年〜、Channel恐怖）
- 美body♥アクアビクス女子（2020年、ダンスチャンネル）
- 霊感女子が集まる心霊系女子会（2021年3月15日〜、Channel恐怖）
- シンデレラリーグ準決勝（2021年7月23日、ABEMA）
- RTD Girls Tournament 2021～新世代バトル～予選トップ通過（2021年7月29日・8月5日、ABEMA）
- RTD Girls Tournament 2021～新世代バトル～準決勝3位通過（2021年8月13日・19日、ABEMA）
- RTD Girls Tournament 2021～新世代バトル～決勝（2021年8月27日、ABEMA）

### ゲーム
- グラビアコロシアム（2011年、GREE）

## 書籍

### 写真集
- さみぃーのいたずらが止まらない（2011年7月30日、集英社ケータイ週プレBOOK） - 携帯写真集。
- Eternal edge（2021年6月）
- Saemi Shinohara × Yuji Fukushima Photo Exhibirion Official Catalog（2021年7月14日、?）撮影:福島裕二

### デジタル写真集
- キミにピットイン！（2017年4月28日、アイロゴス）撮影:木村晴
- 陸上部のライバルはGカップ！（2017年6月9日、アイロゴス）撮影:木村晴
- Gカップギャルファーラウンドデビュー（2017年7月7日、アイロゴス）撮影:木村晴
- セクシーダイナマイトな先生（2017年7月14日、アイロゴス）撮影:木村晴
- 可愛い女子はここにいた！（2017年8月4日、ミルキーウェイ）
- Celebrity（2017年8月18日、アイロゴス）撮影:木村晴
- 甘えん坊（2017年12月15日、ラビリンス）
- 篠原冴美 BEST vol.1 大容量301枚（2018年1月5日、アイロゴス）撮影:木村晴
- 競これ -競泳水着これくしょん- 篠原冴美（デジタル出版）
  - vol.01（2020年1月14日）
  - vol.02（2020年1月14日）
  - vol.03（2021年1月21日）
  - vol.04（2021年1月21日）
  - vol.05（2022年1月7日）
  - vol.06（2022年1月7日）
- Idol Story（2023年3月1日、PAD）
- Remix 僕のさみぃー（2023年3月1日、PAD）
- Complete Box 137枚収録（2023年3月1日、PAD）

### 雑誌
- 「ヤングチャンピオン」表紙
- 特冊新鮮組DX（2010年11月号、竹書房）
- ヤングチャンピオン（2011年1月号、秋田書店） - 付録DVD ミスYC2010 vol.1
- ヤングチャンピオン（2011年9月号、秋田書店） - 付録DVD ミスYC2010 vol.2
- Bejean（2011年2月号、ジーオーティー） - 付録DVD
- BlackBox（2011年3月号、三英出版）自撮り アイドルお部屋訪問
- Bejean（2011年6月号、ジーオーティー）
- 週刊ヤングジャンプ（2011年35号、集英社） - プレゼント懸賞ページ モデル
- 週刊プレイボーイ（2011年33号、集英社） - CR戦国乙女2 モデル
- Option（2011年10月号、三栄書房） - モデル
- ヤングアニマル（2011年19号、白泉社） - プレゼント懸賞ページ モデル
- 東京シーサイドストーリー（2011年10月号、産経新聞社） - 表紙モデル
- ヤングアニマル嵐（2011年No.11、白泉社） - プレゼント懸賞ページ モデル
- 金のEX（2011年1月号、大洋図書） - グラビア
- BlackBox（2011年12月号、三英出版） - グラビア
- 週刊ヤングジャンプ（2011年49号、集英社） - プレゼント懸賞ページ モデル
- 週刊実話（2011年11月24日特大号、日本ジャーナル） - グラビア
- ドカント（Vol.111（2011年11月16日号）） - 表紙モデル
- ヤングチャンピオン（2011年24号、秋田書店） - グラビア
- 月刊エンタメ（2012年1月号、徳間書店） - コーナーゲスト
- 月刊エンタメ（2012年4月号、徳間書店） - グラビア
- 月刊エンタメ（2012年6月号、徳間書店） - インタビュー（『男の県民性』座談会、恵比寿マスカッツ：希志あいの、山中絢子、篠原冴美）
- ヤングアニマル（2012年9号、白泉社） - グラビア・インタビュー（『マイティレディだけを撮ってきた』発売記念、木嶋のりこ、篠原冴美 座談会）
- 週刊プレイボーイ（2012年37号、集英社） - センターグラビアモデル
- フォトテクニックデジタル（2012年9月号、富士山マガジン） - 海辺のポートレート撮影攻略術、撮影モデル
- ヤングチャンピオン（2013年2号、秋田書店） - ミスヤングチャンピオン７としてグラビア出演および付録DVD
- 週刊実話（2016年7月28日号、日本ジャーナル） - グラビア
- 週刊大衆ヴィーナス（2016年8月4日号、日本ジャーナル）
- ヤングチャンピオン（2016年9月27日20号、秋田書店） - センターグラビア
- ヤングチャンピオン（2016年10月11日21号、秋田書店） - 付録DVD Vol.5 ヒット・アイドル・ムービーズ
- ヤングチャンピオン（2016年11月22日24号、秋田書店） - 付録DVD Vol.6 ヒット・アイドル・ムービーズ
- HONKOWA 5月号（2017年3月24日、朝日新聞出版） - 巻中グラビア、インタビュー
- 近代麻雀 2017年7月1日号（2017年6月1日、竹書房） - 巻頭カラーグラビア
- 近代麻雀 2017年9月1日号（2017年9月1日、竹書房） - 表紙、巻頭カラーグラビア
- EXMAX!SPECIAL（2017年8月12日、ぶんか社） - グラビア
- ドカント（Vol.185 （2018年2月15日号） - グラビア、インタビュー
- EXMAX!SPECIAL（2018年8月8日、ぶんか社） - グラビア、DVD
- 週刊SPA!（2018年8月28日、扶桑社） - グラビア
- 近代麻雀 2018年9月15日号（2018年9月15日、竹書房） - 表紙、巻頭カラーグラビア
- ヤングアニマル（2018年10号、白泉社） - グラビア

## 写真展
- 篠原冴美×福島裕二（2021年7月13日～7月18日、ギャラリー・ルデコ）